# Cephalaria ambrosioides

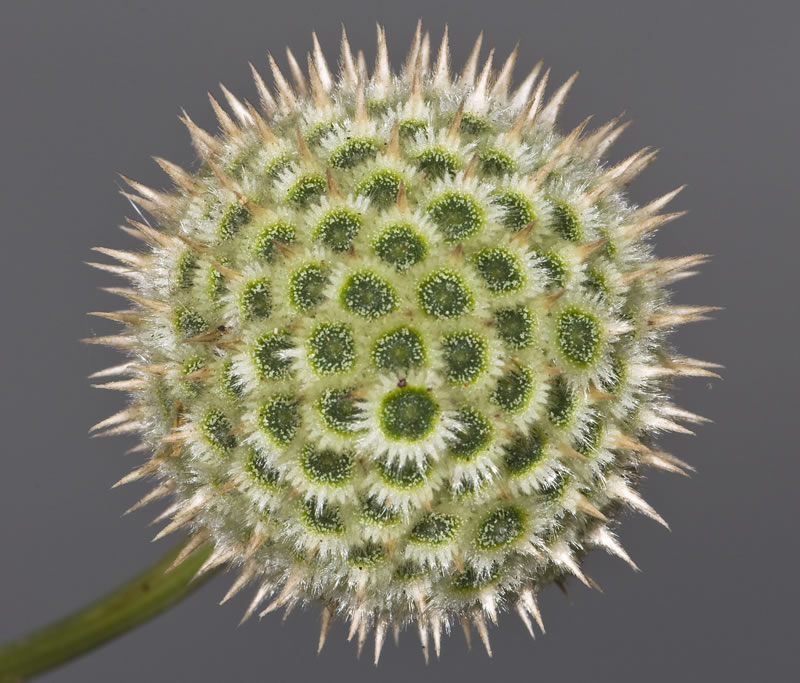
Infructescència

Cephalaria ambrosioides és una espècie europea de planta amb flors del gènere Cephalaria, dins la família de les caprifoliàcies nativa d'Albània, Macedònia i Grècia.
Es una planta herbàcia perenne robusta, forma inflorescències i les flors són de color blanc.

## Taxonomia
Aquesta espècie va ser publicada per primer cop l'any 1818 al tercer volum de l'obra Systema vegetabilium: secundum classes, ordines, genera, species. Cum characteribus differentiis et synonymis. Editio nova, speciebus inde ab editione XV. Detectis aucta et locupletata, editada pels botànics alemanys Johann Jacob Roemer (1763-1819) i Josef August Schultes (1773-1831).

### Sinònims
Els següents noms científics són sinònims de Succisa pratensis:
- Sinònims homotípics

- Scabiosa ambrosioides Sm.

- Sinònims heterotípics

- Cephalaria macrophylla Griseb.
- Scabiosa alpina Sm.